# كريستيان أوليفا
كريستيان أوليفا (بالإسبانية: Christian Oliva)‏ هو لاعب كرة قدم أوروغواياني في مركز الوسط، ولد في 1 يونيو 1996 في سيوداد دي لا بلاتا ‏ في الأوروغواي. لعب مع ناسيونال مونتيفيديو.

## وصلات خارجية
- كريستيان أوليفا على موقع قاعدة بيانات كرة القدم.إي يو (الإنجليزية)
- كريستيان أوليفا على موقع Soccerway.com (الإنجليزية)
- كريستيان أوليفا على موقع عالم كرة القدم.نت (الإنجليزية)
- كريستيان أوليفا على موقع AS.com (الإسبانية)